# Estação Prospekt Vernadskogo
Prospekt Vernadskogo (em russo:  Проспе́кт Верна́дского) é uma das estações da linha Socolhnitcheskaia (Linha 1) do Metro de Moscovo, na Rússia. Estação «Prospekt Vernadskogo» está localizada entre as estações «Iugo-Zapadnaia» e «Universitet».